# Hebridochernes maximus
Espèce
Hebridochernes maximus est une espèce de pseudoscorpions de la famille des Chernetidae.

## Distribution
Cette espèce est endémique de Nouvelle-Calédonie. Elle se rencontre sur le mont Canala.

## Publication originale
- Beier, 1979 : Ein neuer Hebridochernes von Neu-Kaledonien (Pseudoscorp.). Annalen des Naturhistorischen Museums in Wien, vol. 82, p. 549-552.